# Serra do Xistral
Serra do Xistral este o arie protejată (arie specială de conservare — SAC, sit de importanță comunitară — SCI) din Spania întinsă pe o suprafață de 22.963,9 ha, integral pe uscat.

## Localizare
Centrul sitului Serra do Xistral este situat la coordonatele 43°27′23″N 7°34′36″W / 43.4564°N 7.5767°V.

## Înființare
Situl Serra do Xistral a fost declarat sit de importanță comunitară în februarie 1999 pentru a proteja 3 specii de plante și 35 de specii de animale. Situl a fost protejat și ca arie specială de conservare în martie 2014.

## Biodiversitate
Situată în ecoregiunea atlantică, aria protejată conține 22 de habitate naturale: Fânețe de joasă altitudine (Alopecurus pratensis, Sanguisorba officinalis), Cursuri de apă de la nivel de câmpie la nivel montan, cu vegetație Ranunculion fluitantis și Callitricho-Batrachion, Turbării de acoperire (* exclusiv pentru turbării active), Liziere de ierburi înalte hidrofile de câmpie și de nivel montan până la alpin, Pajiști uscate europene, Pajiști cu Molinia pe soluri calcaroase, turboase sau argilos-nămoloase (Molinion caeruleae), Mlaștini turboase de tranziție și turbării mișcătoare, Roci stâncoase cu vegetație pionieră de Sedo-Scleranthion sau Sedo albi-Veronicion dillenii, Păduri aluvionare cu Alnus glutinosa și Fraxinus excelsior (Alno-Padion, Alnion incanae, Salicion albae), Formațiuni ierboase bogate în specii de Nardus, dezvoltate pe substraturi silicioase în zone montane (și în zone submontane, în Europa continentală), Pante stâncoase silicioase cu vegetație casmofită, Turbării active, Peșteri inaccesibile publicului, Păduri de stejar galițio-portugheze cu Quercus robur și Quercus pyrenaica, Depresiuni pe substraturi de turbă de Rhynchosporion, Pseudostepă cu ierburi și specii anuale de Thero-Brachypodietea, Turbării de acoperire (* exclusiv pentru turbării active), Lacuri și iazuri distrofice naturale, Pajiști umede atlantice temperate cu Erica ciliaris și Erica tetralix, Păduri pe pante, grohotișuri și ravene de Tilio-Acerion, Grohotișuri termofile și vest-mediteraneene, Păduri de Ilex aquifolium.
La baza desemnării sitului se află mai multe specii protejate:
- plante (3): Sphagnum pylaesii, Trichomanes speciosum, Woodwardia radicans
- păsări (20): uliu porumbar (Accipiter gentilis), fâsă de pădure (Anthus spinoletta), fâsă de pădure (Anthus trivialis), ciuf de câmp (Asio flammeus), cucuvea (Athene noctua), scatiu (Carduelis spinus), erete vânăt (Circus cyaneus), erete cenușiu (Circus pygargus), prepeliță (Coturnix coturnix), șoimul rândunelelor (Falco subbuteo), becațină comună (Gallinago gallinago), sfrâncioc roșiatic (Lanius collurio), Lanius excubitor meridionalis, ciocârlie de pădure (Lullula arborea), gaia neagră (Milvus migrans), ciuf-pitic (Otus scops), viespar (Pernis apivorus), Pyrrhocorax pyrrhocorax, turturică (Streptopelia turtur), silvie de tufiș (Sylvia undata)
- amfibieni (2): Chioglossa lusitanica, Discoglossus galganoi
- mamifere (5): Galemys pyrenaicus, liliac cu aripi lungi (Miniopterus schreibersii), liliac comun (Myotis myotis), liliacul mare cu potcoavă (Rhinolophus ferrumequinum), liliacul mic cu potcoavă (Rhinolophus hipposideros)
- nevertebrate (6): Coenagrion mercuriale, Elona quimperiana, fluturele auriu (Euphydryas aurinia), Geomalacus maculosus, rădașcă (Lucanus cervus), Oxygastra curtisii
- reptile (2): Iberolacerta monticola, Lacerta schreiberi

Pe lângă speciile protejate, pe teritoriul sitului au mai fost identificate 4 specii de plante, 1 specie de păsări, 3 specii de amfibieni, 2 specii de reptile.